# Great Troolie Island
Great Troolie Island är en ö i Guyana.   Den ligger i regionen Essequibo Islands-West Demerara, i den norra delen av landet i floden Essequibos delta. Arean är 17,5 kvadratkilometer.
Terrängen på Great Troolie Island är mycket platt. Öns högsta punkt är 26 meter över havet. Den sträcker sig 10,9 kilometer i nord-sydlig riktning, och 7,4 kilometer i öst-västlig riktning. På ön finns skog och ängar.  